# Merit-Ptah
Merit-Ptah („Geliebte des Ptah“; um 27. Jahrhundert v. Chr.) galt lange Zeit als altägyptische Chefärztin am Königshof in der 2. Dynastie. Neuere Forschungen haben gezeigt, dass es keine nachvollziehbaren Bezüge zu diesem Namen als Medizinerin gibt und es sich vermutlich um eine Verwechslung mit Peseschet handelt.
Merit-Ptah praktizierte angeblich als Ärztin, als Frauen regelmäßig Ärzte und Hebammen waren und Schulen für Frauen existierten. Mittlerweile gilt Peseschet als die erste bekannte Ärztin.
Das Bild von Merit-Ptah kann angeblich in einem Grab im Tal der Könige gefunden werden. Die von einem Sohn eines hohen Priesters entdeckte Inschrift „Chefärztin“ deutete zunächst darauf hin, dass sie eine Position innehatte, in welcher sie Ärzte lehrte, beaufsichtigte und sich um den Pharao gekümmert hat.
Die Internationale Astronomische Union benannte den Krater Merit Ptah auf der Venus nach ihr.
Die angebliche Ärztin Merit-Ptah ist nicht mit Merit-Ptah, der Ehefrau von Ramose, dem Gouverneur von Theben und Wesir unter Echnaton zu verwechseln. Das Paar ist in Grab TT55 in Scheich Abd el-Qurna dargestellt.